# Louka pod Rančem
Louka pod Rančem je přírodní památka východně od města Vsetín v okrese Vsetín. Důvodem ochrany je květnatá louka s výskytem zvláště chráněných druhů teplomilných rostlin, zejména orchidejí, orlíčku.

## Galerie

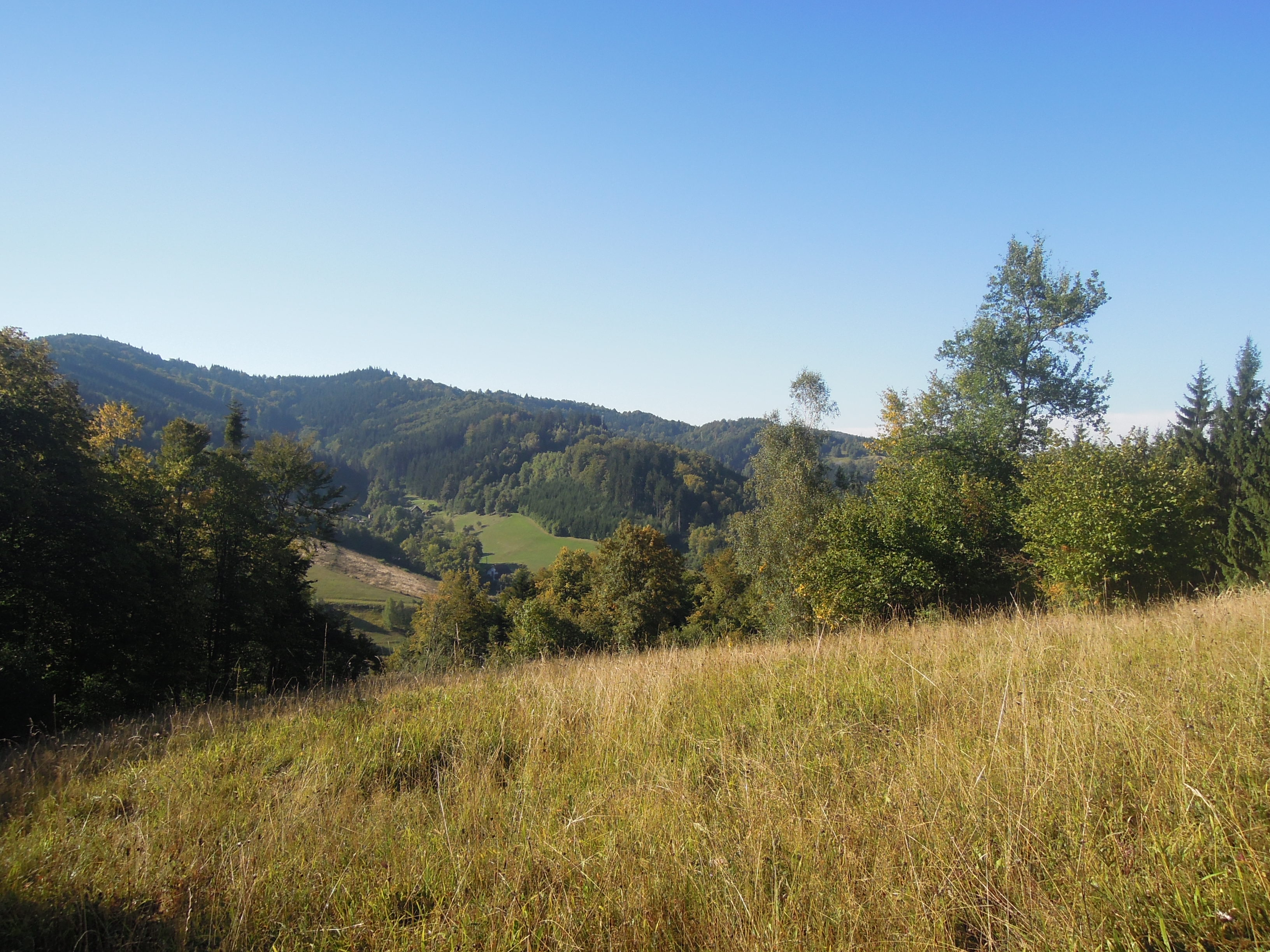
Výhled na Vsetínské vrchy z přírodní památky
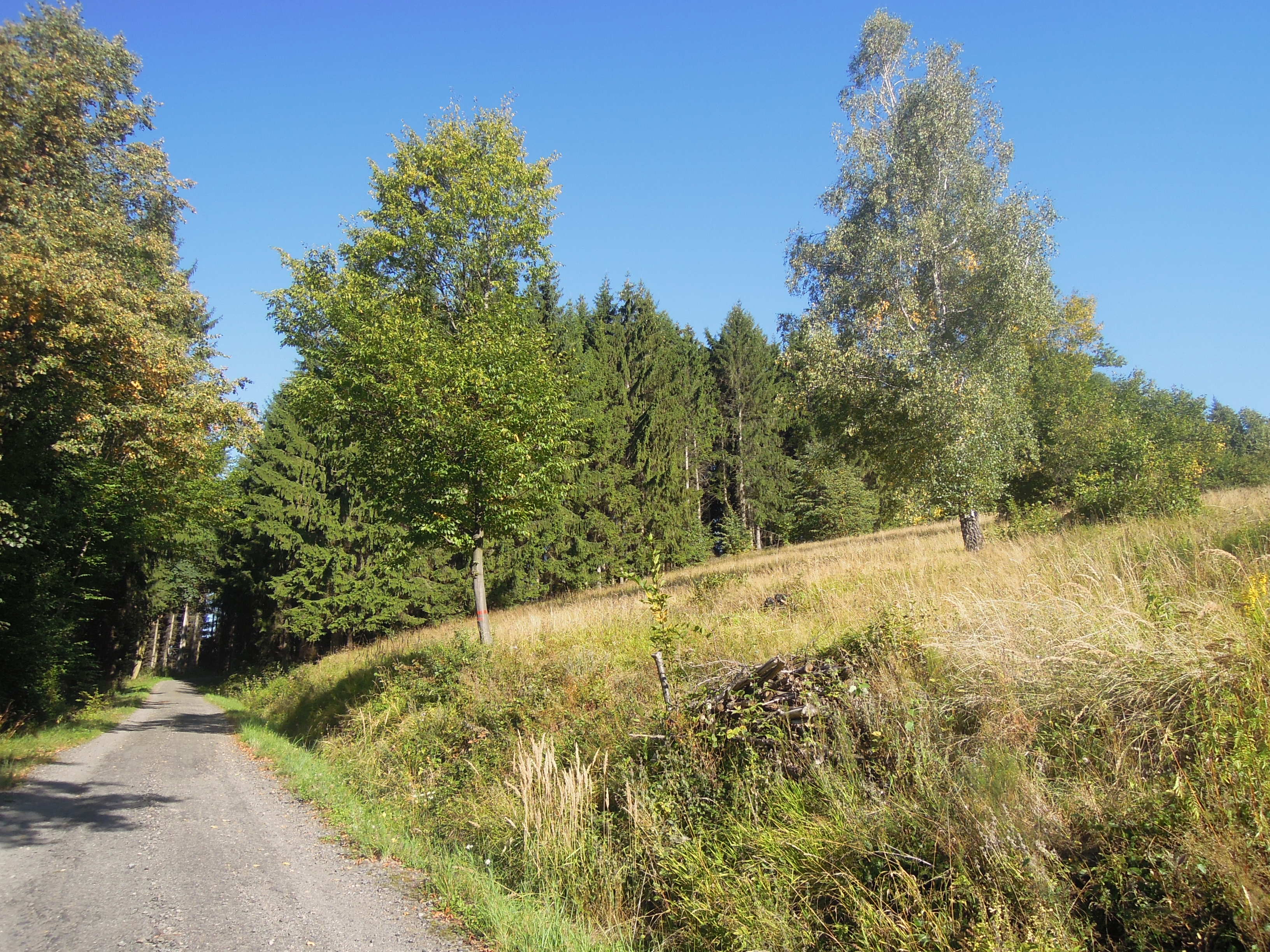
Přístupová cesta k louce
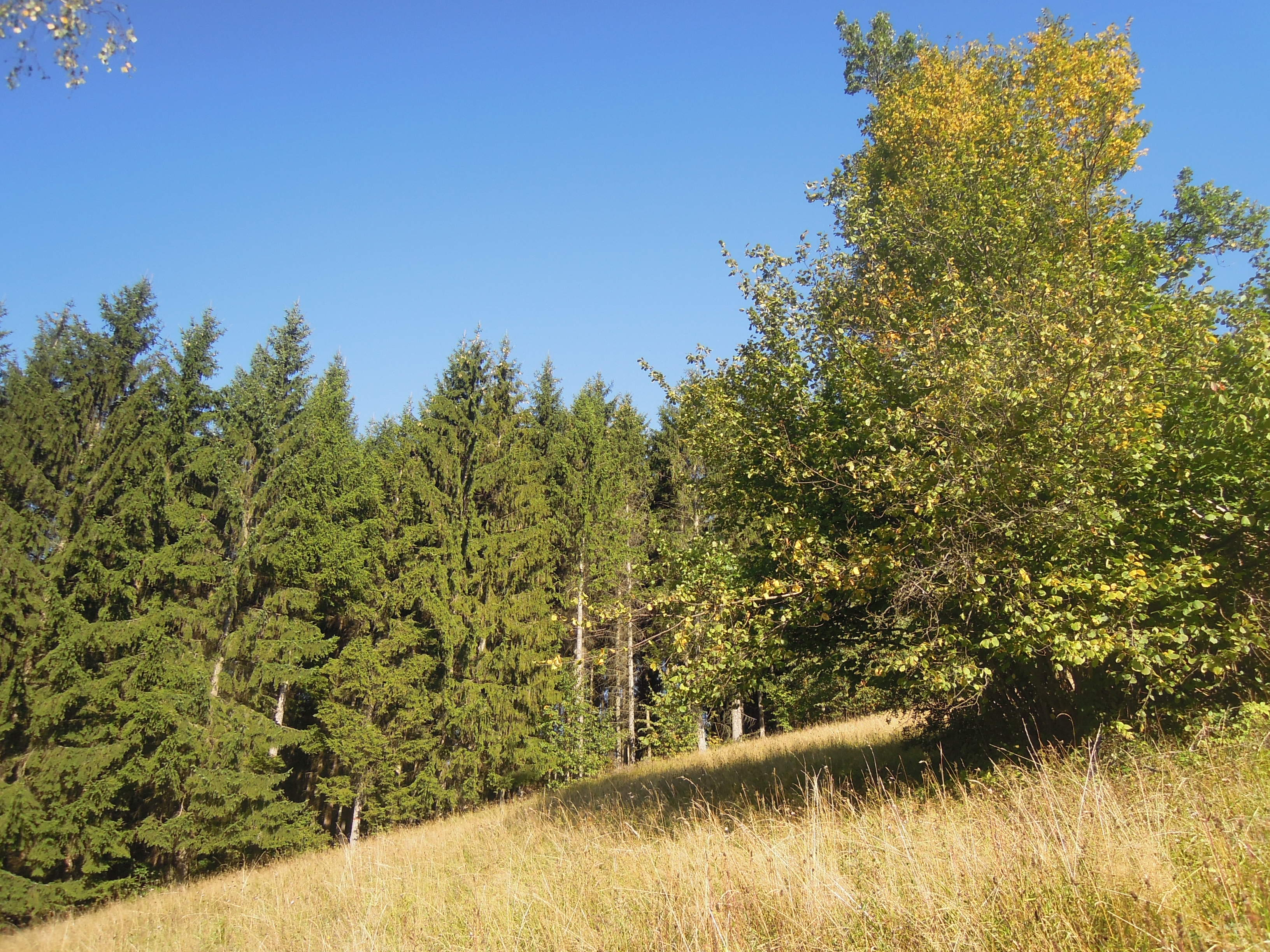
Přírodní památka Louka pod Rančem